# Терминальный нерв
Терминальный нерв (лат. nervus terminalis) — концевой нерв, или нулевой нерв (черепной нерв 0). Это специфичные небольшие нервы, тесно прилежащие к обонятельным нервам. Впервые был обнаружен немецким ученым Густавом Фричем в 1878 году в мозге акулы, а у людей был обнаружен только в 1913 году — после основных двенадцати пар черепных нервов. Из-за того, что черепные нервы нумеруются римскими цифрами, а обозначения нуля у них не было, иногда для сокращённого названия терминального нерва используют букву N (от nulla).

## Анатомия
Каждый нерв проходит вдоль медиальной стороны обонятельного тракта, их ветви прободают решетчатую пластинку решетчатой кости и разветвляются в слизистой оболочке полости носа. Центрально нерв связан с мозгом вблизи переднего продырявленного пространства и прозрачной перегородки. Содержат множество безмиелиновых волокон и связанные с ними небольшие группы биполярных и мультиполярных нервных клеток.

## Функции
Функция нерва неизвестна, однако по мнению ученых, нерв пропускает сигналы от вомероназального органа о феромонах в головной мозг.